# Jean Texier (journaliste)
Pour les articles homonymes, voir Jean Texier. En particulier, ne pas doit pas être confondu avec Jean Texcier, autre journaliste au nom proche.
Jean Texier, né le 4 octobre 1942 aux Bordes (Loiret) et mort le 6 juillet 2011, à Paris 17e, est un journaliste sportif français spécialisé dans la culture physique et le culturisme.

## Biographie
Il a collaboré pendant de nombreuses années à des revues spécialisées comme Pleine Forme ou Le Monde du Muscle, et a édité seul, dans les années 1990, un trimestriel intitulé Muscle Magazine ayant compté 20 numéros.
Connu pour son franc-parler, son style percutant et son ouverture d'esprit, il écrivait des articles très approfondis sur l'entraînement, la physiologie, la nutrition, et a publié plusieurs ouvrages sur ces thèmes, aux éditions Jibéna, dont les principaux sont Visa pour le muscle et Visa pour le bodybuilding (illustrés par Lucien Demeillès), ainsi que la série Guide pratique de bodybuilding (chaque volume regroupant une sélection thématique de dossiers publiés dans Le Monde du Muscle).  
Philosophe de formation (spécialiste de Kierkegaard et auteur d'une thèse sur le thème de la prédestination), il agrémentait ses écrits de citations d'auteurs classiques tels Spinoza ou Ovide, tranchant singulièrement avec le style habituel de la presse sportive comme celui des ouvrages sur l'entraînement en musculation.
Lui-même compétiteur amateur dans les années 1970 (plusieurs titres de champion de France, le premier obtenu en 1969 à La Rochelle), il critiquait vivement l'évolution de cette discipline, caractérisée depuis les années 1980 par une surenchère en termes d'hypertrophie musculaire, au moyen du dopage hormonal, au détriment de l'esthétique et de l'harmonie qui prévalaient depuis les origines (son modèle était Steve Reeves ; dans les années 1990, durant le règne de Dorian Yates au titre de Mr. Olympia, il faisait l'éloge de Kenneth “Flex” Wheeler, athlète moins massif mais exceptionnellement proportionné). Il prônait un entraînement naturel associé à une diététique rigoureuse et une supplémentation raisonnée, mais parlait sans langue de bois des pratiques de dopage en vigueur chez les athlètes de haut niveau (publiant notamment un ouvrage controversé sur ce sujet intitulé Tout savoir sur les anabolisants).
Il est une influence majeure pour des auteurs francophones actuels de cette discipline tels que Michael D. Gundill.
Il joue un petit rôle dans le film L'Hôtel de la plage (1978).